# 上杉顕房
上杉 顕房（うえすぎ あきふさ）は、室町時代中期の武将・守護大名。相模国守護。扇谷上杉家当主。

## 略歴
上杉持朝の嫡男として誕生。宝徳元年（1449年）、滅ぼされた足利持氏の遺児の永寿王（足利成氏）が鎌倉公方に復帰した際に、父・持朝が隠居したため扇谷家の家督を継承する。家宰である太田資清の補佐を受けていた。成氏が関東管領・上杉憲忠を殺害し享徳の乱が勃発すると、上杉氏の一門として上杉憲顕や長尾景仲らと共に軍勢を率いて相模江の島などで成氏と戦うが、武蔵国分倍河原の戦いにおいて敗北、自害した。
子・政真はまだ幼かったため、扇谷上杉家は父の持朝が当主として復帰した。